# Mravenec luční
Mravenec luční, neboli mravenec trávní (Formica pratensis, Retzius 1783) je největším druhem tzv. lesních mravenců, se kterými se můžeme setkat na území České republiky. Vzhledem je velmi podobný příbuzným druhům, mravenci lesnímu a mravenci lesnímu menšímu i dalším druhům podrodu Formica.
Mravenec luční je rozšířený po celé Evropě, i když na Britských ostrovech pravděpodobně vyhynul.[zdroj?] V Česku je hojný na celém území, na rozdíl od ostatních lesních mravenců preferuje světlé lesy a otevřenou krajinu, žijí na loukách, pastvinách, ladech i příkopech.
Mraveniště bývají nízká a plochá, kupovitá hnízda jsou často ve středu propadlá. Materiálem pro jejich stavbu jsou suchá stébla trávy, větvičky, hrudky půdy nebo kamínky. Na okrajích lesů někdy tvoří kolonie o několika hnízdech.